# Nils Gustafsson (motortekniker)
Nils Gustaf Albert Gustafsson, född 15 januari 1898 i Söderköping, död 16 oktober 1966 i Stockholm, var en svensk motortekniker.
Nils Gustafsson var son till överläraren Albert Vilhelm Gustafsson. Efter studentexamen i Norrköping 1917 utexaminerades han 1921 från Tekniska högskolans avdelning för maskinteknik. Han tjänstgjorde 1923–1925 som förste assistent i lära om förbränningsmotorer vid Tekniska högskolan. 1938 blev Gustafsson teknologie doktor på en avhandling om förgasare för bilmotorer, särskilt med hänsyn till delbelastningar. Han var chef för förgasareavdelningen vid Ackumulator AB Jungner 1925–1936 och föreståndare för maskintekniska fackavdelningen vid Stockholms tekniska institut från 1933.  Gustafsson tillhörde som expert 1937 års gengasgeneratorsakkunniga, var medlem av gengasnämnden 1939–1940 samt blev 1940 teknisk chef och var 1944–1946 byråchef vid Statens bränslekommissions gengasbyrå. Han utövade ett omfångsrikt författarskap på det motortekniska området och var en av de mest anlitade svenska föreläsarna i ämnet. Förutom hundratalet tidskriftsartiklar rörande bil- och motorfrågor utgav han ett antal större arbeten som Motorhandbok (1931), Förgasare för automobilmotorer (Ingenjörvetenskapsakademiens handlingar, 1938), Förbränningsmotorer speciellt för bilar (i Teknisk folkbibliotek 3, 1939) samt Bilmotorer och motorbränslen (1942). Gustafsson var teknisk redaktör för tidskriften Fordägaren 1923–1927 och för Motor-journalen 1927–1932 samt för Teknisk Tidskrifts avdelning för automobil- och motorteknik 1935–1951. Han var vice ordförande i Svensk teknologförenings avdelning för mekanik 1936–1938, ordförande 1939–1943 och blev 1944 ordförande i sakkunnigenämnden i trafik- och bilmål. Därutöver var han bland annat styrelseledamot i Kungliga Motorbåt Klubben från 1925 och ordförande i dess tekniska kommitté från 1933, styrelseledamot i Sveriges motorbåtsunion från 1930 och ledamot av Kungliga Automobilklubbens tekniska kommitté från 1927.